# Coupe de France féminine de handball 1989-1990
Navigation
1986-1987 1991-1992
La Coupe de France 1989-1990 est la 4e édition de la coupe de France féminine de handball.
Le tenant du titre est le Stade Français Issy-les-Moulineaux, vainqueur en 1987 (pas de coupe de France lors de deux saisons précédentes).
L'ASPTT Metz, également champion de France, remporte son 1er titre dans la compétition est battant en finale l'USM Gagny 93.

## Résultats

### Finale
En finale, l'ASPTT Metz et l'USM Gagny n'ont pu se départager, réalisant deux matchs nuls. C'est néanmoins le club messin dirigé par Olivier Krumbholz qui est déclaré vainqueur,, probablement selon la règle du nombre de buts marqués à l'extérieur.
- Finale aller : USM Gagny 93 et ASPTT Metz : 19-19 (12-9).
  - USM Gagny 93 : Ljiljana Mugoša-Vučević (6), Mézuela Servier (4), Valérie Sartorio (3), Isabelle Alexandre (2), Isabelle Théret (2), Isabelle Milon (2).
  - ASPTT Metz : Zita Galić (9), Sophie Remiatte (3), Chantal Philippe (2), Brigitte Smith (2), Corinne Zvunka (2), Isabelle Becker (1).
- Finale retour : ASPTT Metz et USM Gagny 93 : 15-15 (10-7).
  - ASPTT  Metz : Zita Galić (9), Chantal Philippe (2), Corinne Zvunka (1), Sophie Remiatte (1), Isabelle Becker (1), Véronique Martins (1).
  - USM Gagny 93 : Valérie Sartorio (5), Ljiljana Mugoša-Vučević (5), Sandra Erndt (2), Isabelle Alexandre (2), Isabelle Théret (1).

## Vainqueur
| Vainqueur de la Coupe de France 1989-1990 ASPTT Metz 1re victoire |

L'effectif de l'ASPTT Metz était :
- Gardiennes de but : Jocelyne Baillot, Steiler
- Joueuses de champs : Chantal Philippe, Brigitte Smith, Corinne Zvunka, Martins, Zita Galić, Sophie Hugard, Heitz, Sophie Remiatte, Isabelle Becker, Isabelle Wendling.
- Entraîneur : Olivier Krumbholz.